# Natalia Lijewska
Natalia Lijewska (ur. 23 lipca 2001 w Gdańsku) – polska siatkarka, grająca na pozycji przyjmującej.
Urodziła się w Gdańsku, gdyż wtedy w drużynie Wybrzeże Gdańsk grał jej ojciec Marcin Lijewski, który jest szczypiornistą.
Wujek Krzysztof Lijewski i jej dziadek Eugeniusz, także grali w piłkę ręczną. Ma brata oraz nosi pseudonim Lijek. Na treningi siatkówki zaczęła chodzić w gimnazjum. Jej ciocia uprawiała tę dyscyplinę i ją namówiła oraz w tym czasie był organizowany nabór w szkółce Gedanii Gdańsk.

## Sukcesy klubowe

### młodzieżowe
Mistrzostwa Polski juniorek:
- 2017[6], 2019[7]

Mistrzostwa Polski kadetek:
- 2018[8]